# مارك بليك (لاعب كرة قدم)
مارك بليك (بالإنجليزية: Mark Blake)‏ (16 ديسمبر 1970 بنوتنغهام في المملكة المتحدة - ) هو لاعب كرة قدم بريطاني في مركز الوسط. شارك مع منتخب إنجلترا تحت 21 سنة لكرة القدم. أما مع النوادي، فقد لعب مع أستون فيلا وليستر سيتي ونادي بورتسموث ونادي والسول ووولفرهامبتون واندررز ونادي كيدرمينستر هاريرز لكرة القدم ونادي مانسفيلد تاون.

## وصلات خارجية
- مارك بليك على موقع قاعدة بيانات كرة القدم.إي يو (الإنجليزية)
- مارك بليك على موقع Soccerbase.com (لاعب) (الإنجليزية)
- مارك بليك على موقع عالم كرة القدم.نت (الإنجليزية)